# NGC 6934
NGC 6934 ist ein Kugelsternhaufen im Sternbild Delphin in der Nähe des Himmelsäquators. Er liegt in einer Entfernung von 42.000 Lichtjahren in den Außenbereichen der Milchstraße und hat eine scheinbare Helligkeit von 8,9 mag.
Das Objekt wurde am 24. September 1785 von Wilhelm Herschel entdeckt.

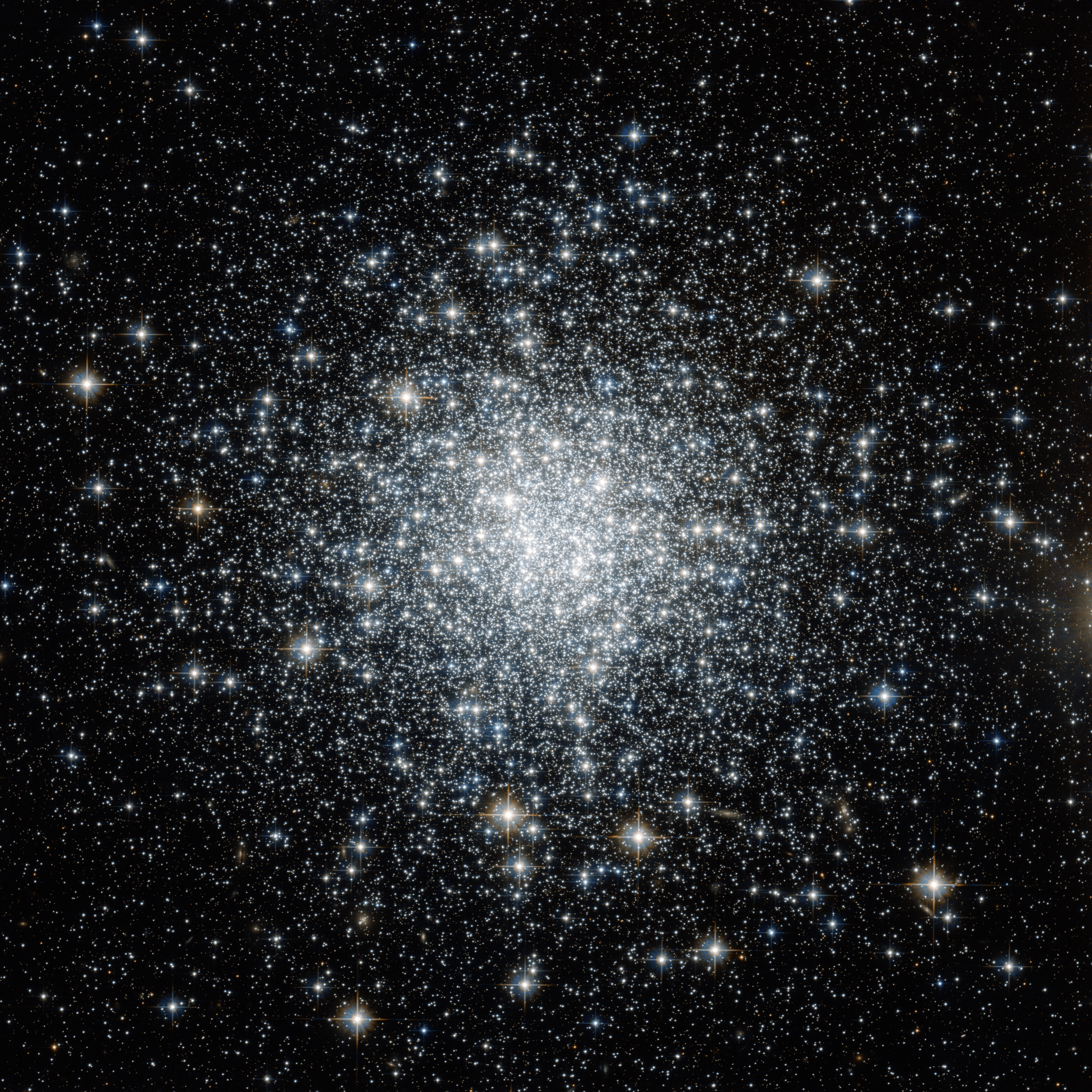
Hochaufgelöste Aufnahme des Zentrums, erstellt mithilfe des Hubble-Weltraumteleskops